# Labochirus
Genre
Labochirus est un  genre d'uropyges de la famille des Thelyphonidae.

## Distribution
Les espèces de ce genre se rencontrent en Inde au Karnataka et au Sri Lanka.

## Liste des espèces
Selon Whip scorpions of the World (version 1.0) :
- Labochirus cervinus Pocock, 1899
- Labochirus proboscideus (Butler, 1872)
- Labochirus tauricornis Pocock, 1900

## Publication originale
- Pocock, 1894 : Notes on the Thelyphonidae contained in the collection of the British Museum. Annals and Magazine of Natural History, sér. 6, vol. 14, p. 120–134 (texte intégral).